# チベット大学
西蔵大学（せいぞうだいがく、チベット語: བོད་ལྗོངས་སློབ་གྲྭ་ཆེན་མོ།、プージョン・ロプタ・チェンモ）は中華人民共和国チベット自治区首府ラサ市に本部を置く4年制国立大学である。略称蔵大（zang da、ザンダー）。1952年創設された自治区唯一の総合大学である。正式に認可されたのは1985年。ラサ・キャンパスとニンティキャンパスがある。現任学長兼党委書記は劉慶慧（山東師範大学卒）。日本語ではチベット大学。

## 概要

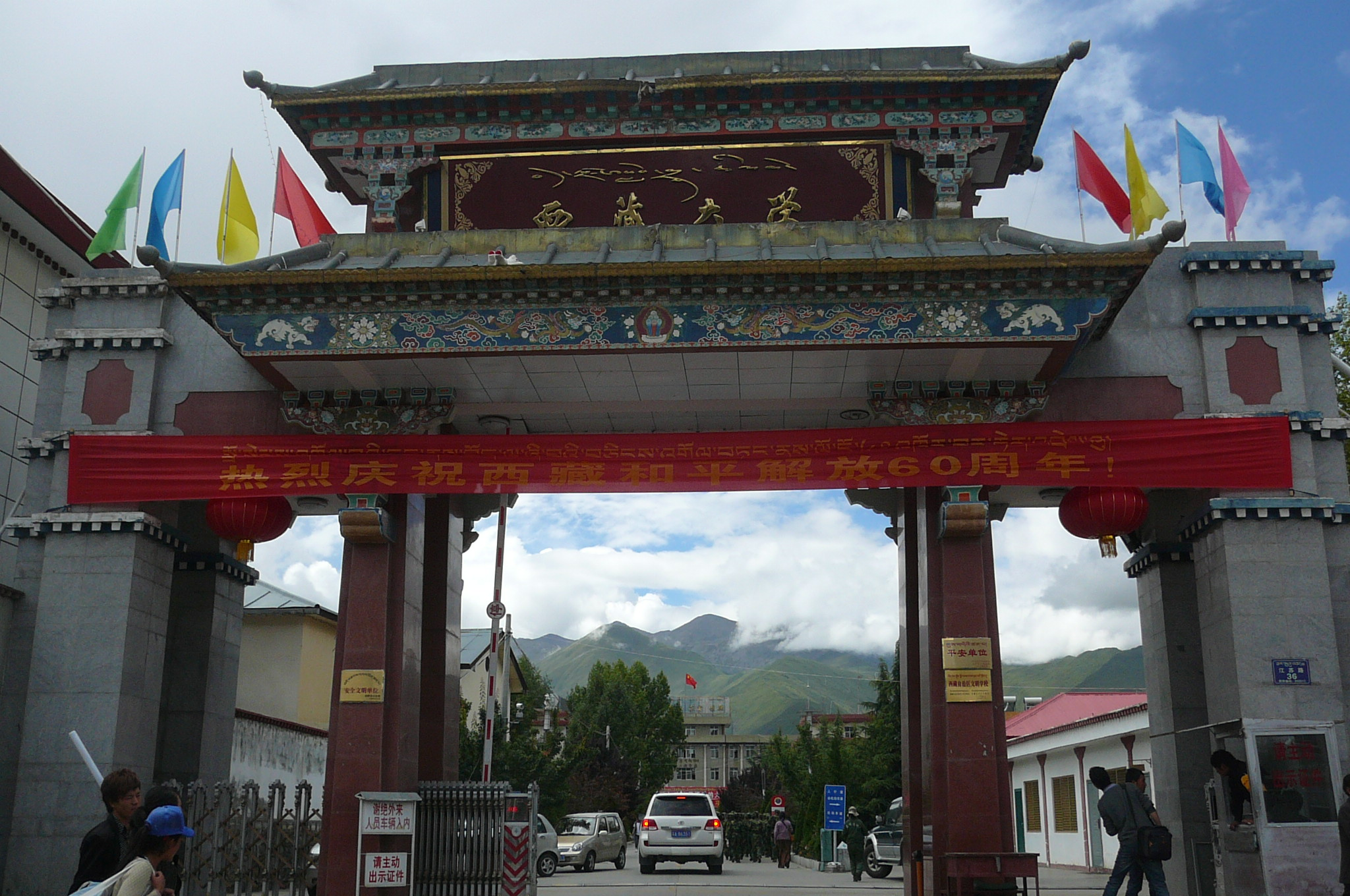
チベット大学正門

文学部、理学部、工学部、農学部、医学部、経済管理学部、観光・外国語学部、芸術学部、師範学部、継続教育学部、中央電気大学チベット校など11学部を設置し、修士課程にはチベット言語文学、チベット史、チベット美術、公共事業管理、作物栽培学、生態学、予防獣医学、音楽学などを置く。教職員数は863名で、専任教師523名である。専任教員のうちチベット族教員は327名で、全体の62.5%を占める。学生数は短大生を含め1,400余人、留学生20人という。キャンパスの敷地面積は23万平方メートル。
北京師範大学、南京大学、四川大学、西南交通大学、西南財経大学と高等教育出版社がチベット大学を支援している。日本では東海大学（友好学術登山隊）が提携している。